# Sierra Morena (Jaén)
Sierra Morena est une comarque d'Espagne située au nord de la province de Jaén dans la communauté autonome d'Andalousie.
Une grande partie de son territoire est occupée par la chaîne de montagne de la Sierra Morena. 
Son centre administratif est la commune de Linares.
Jusqu'en 2003, la dénomination de cette comarque était la comarque de Sierra Norte de Jaén.
La comarque occupe une surface de 1 396,7 km2 pour une population de 105 848 habitants (INE 2007), soit une densité de population de 75,6 hab/km2.

## Communes
La comarque est composée des communes  suivantes :

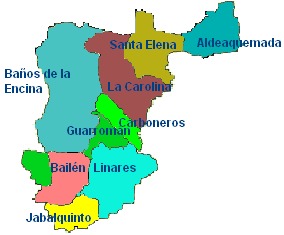
Carte des communes de la comarque de la Sierra Morena.

| - Aldeaquemada - Bailén - Baños de la Encina - Carboneros - Guarromán | - Jabalquinto - La Carolina - Linares - Santa Elena |